# Roy D'Arcy
Roy D'Arcy (nascido Roy Francis Giusti; 10 de fevereiro de 1894 — 15 de novembro de 1969) foi um ator norte-americano do cinema mudo e do início do período sonoro da década de 1930, conhecido por sua interpretação de vilões extravagantes. Ele apareceu em 50 filmes diferentes entre 1925 e 1939, como The Temptress em 1926 com atrizes como Greta Garbo. 

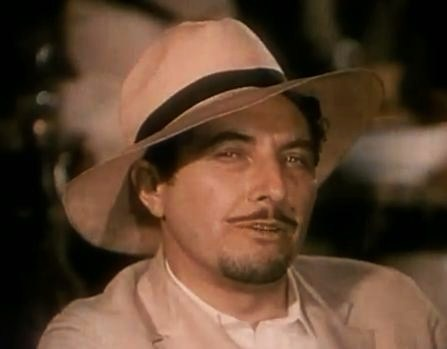
Roy D'Arcy em Captain Calamity.

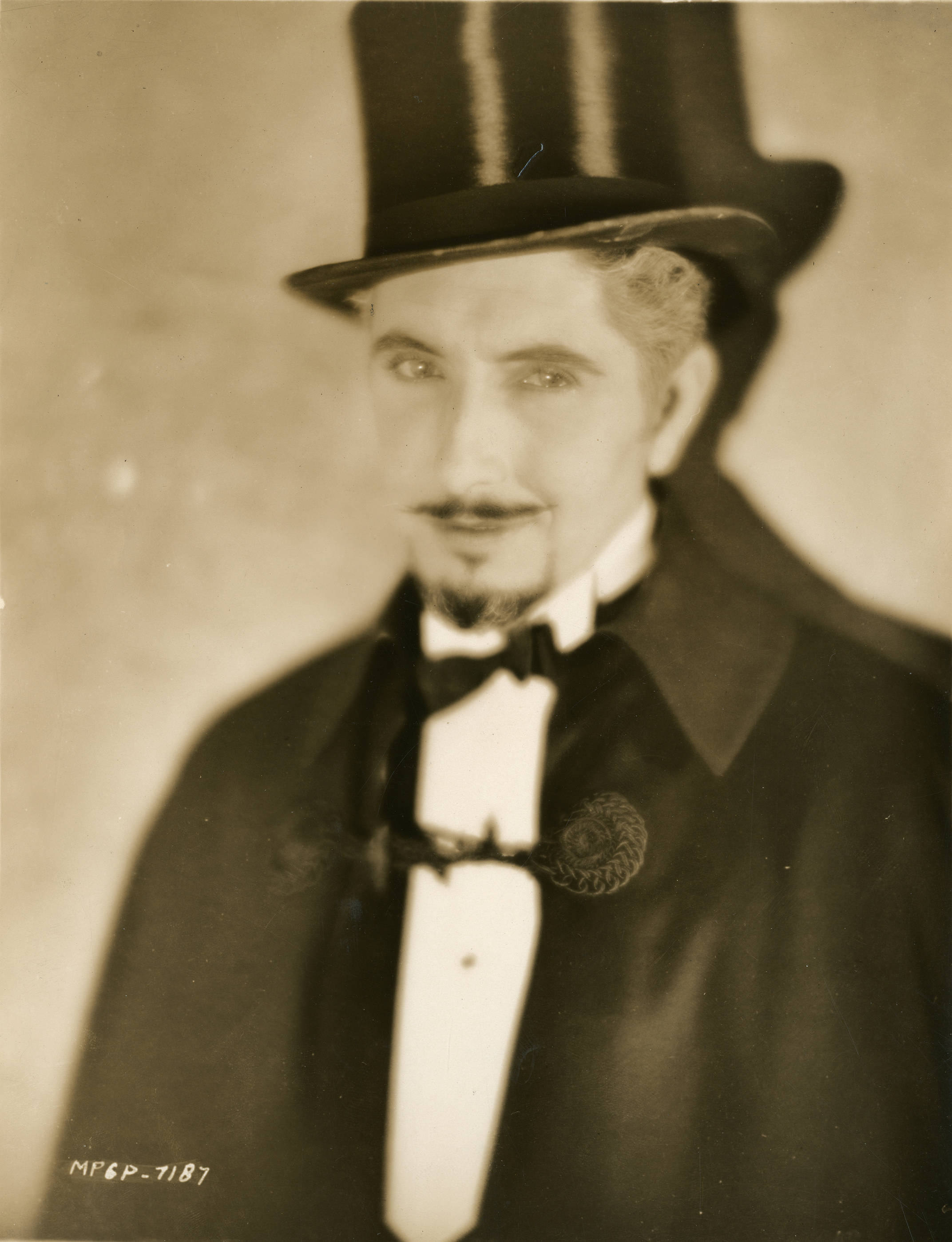
Roy D'Arcy em The Masked Bride

Terminando sua carreira no cinema por volta dos 45 anos, D'Arcy se aposentou para seu próprio negócio imobiliário. Ele morreu em 1969 e foi enterrado no Montecito Memorial Park em Colton, Califórnia.

## Filmografia parcial
- Pretty Ladies (1925) - Paul Thompson
- The Merry Widow (1925) - Crown Prince Mirko
- Graustark (1925) - Dangloss
- The Masked Bride (1925) - Prefect of Police
- La Bohème (1926) - Vicomte Paul
- Monte Carlo (1926) - Prince Boris
- Beverly of Graustark (1926) - General Marlanax
- The Gay Deceiver (1926) - Count de Sano
- Bardelys the Magnificent (1926) - Comte de Chatellerault
- The Temptress (1926) - Manos Duras
- Valencia (1926) - Don Fernando
- Winners of the Wilderness (1927) - Capt. Dumas
- Frisco Sally Levy (1927) - I. Stuart Gold
- Lovers (1927) - Señor Galdos
- On Ze Boulevard (1927) - Counnt de Guissac
- Adam and Evil (1927) - Mortimer Jenkins
- The Road to Romance (1927) - Don Balthasar
- Riders of the Dark (1928) - Eagan
- The Actress (1928) - Gadd
- Forbidden Hours (1928) - Duke Nicky
- Beware of Blondes (1928) - Harry
- Domestic Meddlers (1928) - Lew
- Beyond the Sierras (1928) - Owens
- The Last Warning (1928) - Harvey Carleton
- Girls Gone Wild (1929) - Tony Morelli
- The Woman from Hell (1929) - Slick Glicks
- The Black Watch (1929) - Rewa Ghunga
- Romance (1930) - Minor Role (uncredited)
- The Gay Buckaroo (1931) - Dave Dumont
- Discarded Lovers (1932) - Andre Leighton
- The Shadow of the Eagle (1932, Serial) - Gardner
- File 113 (1932) - De Clameran
- Love Bound (1932) - Juan de Leon
- Broadway to Cheyenne (1932) - Jess Harvey
- Sherlock Holmes (1932) - Manuel Lopez (uncredited)
- The Whispering Shadow (1933) - Professor Alexis Steinbeck
- Flying Down to Rio (1933) - One of the Three Greeks #1
- Orient Express (1934) - Josef Grunlich
- Sing and Like It (1934) - Mr. Gregory - Leading Man in Show
- Kentucky Blue Streak (1935) - Harry Johnson
- Outlawed Guns (1935) - Jack Keeler
- Captain Calamity (1936) - Samson
- Revolt of the Zombies (1936) - Gen. Mazovia
- Captain Calamity (1936) - Samson
- Hollywood Boulevard (1936) - The Sheik
- Under Strange Flags (1937) - Captain Morales
- The Legion of Missing Men (1937) - Shiek Ibrahim-Ul-Ahmed
- The Story of Vernon and Irene Castle (1939) - Actor in 'Patria' (uncredited)
- Chasing Danger (1939) - Corbin (final film role)

## ligações externas
- Roy D'Arcy. no IMDb.

1. ↑  «Roy D'arcy - Biography - Movies & TV - NYTimes.com». web.archive.org. 26 de agosto de 2014. Consultado em 21 de maio de 2022
2. ↑  «The Merry Widow». silentfilm.org. Consultado em 21 de maio de 2022
3. ↑  Wilson, Scott (19 de agosto de 2016). Resting Places: The Burial Sites of More Than 14,000 Famous Persons, 3d ed. (em inglês). [S.l.]: McFarland